# 남신초등학교
남신초등학교는 대한민국 충청북도 음성군에 있는 공립 초등학교이다.

## 학교 연혁
- 1968. 03. 05 남신국민학교 개교
- 1995. 03. 01 덕생국민학교를 남신국민학교분교장으로 인가
- 1996. 03. 01 남신국민학교를 남신초등학교로 개칭
- 2003. 10. 09 충청북도교육청지정 인성교육 시범학교 운영 보고
- 2005. 10. 18 다목적 교실 준공(연건평 302평)
- 2006. 12. 22 2006학년도 우수 발명교실 운영 특허청장 표창
- 2006. 12. 22 2006 초등학교 학교평가 우수 학교 선정
- 2007. 12. 15 2007 전국 100대 교육과정 우수학교 선정
- 2008. 03. 01 충청북도교육청지정 에너지절약정책연구학교 지정
- 2012. 03. 01 충청북도교육청지정 학교문화선도 시범학교
- 2014. 03. 01 충청북도교육청지정 교육복지우선지원 시범학교 지정
- 2014. 09. 01 제16대 장덕수 교장 부임
- 2015. 02. 13 제46회 졸업식(졸업생 61명, 총5,496명)

## 참고 자료
- 남신초등학교 - 한국교육학술정보원 학교알리미